# Hesperisternia karinae
Hesperisternia karinae is een slakkensoort uit de familie van de Buccinidae. De wetenschappelijke naam van de soort is voor het eerst geldig gepubliceerd in 1959 door Nowell-Usticke.